# Útok ve vlaku Thalys (2015)
Útok ve vysokorychlostním vlaku Thalys (francouzsky Attentat du train Thalys le 21 août 2015), ke kterému došlo ve francouzském departementu Pas-de-Calais dne 21. srpna 2015 na vlakové trase z Amsterdamu do Paříže, měl na svědomí šestadvacetiletý Maročan Ajúb el-Cházání. Při útoku sice nikdo nezemřel, avšak tři cestující byli zraněni, daného kalašnikovem ozbrojeného pachatele ještě ve vlaku úspěšně zneškodnila trojice amerických občanů. Pachatel byl státním složkám již z minulosti dobře známý, byl jimi dokonce po určitou dobu i sledován.
Na základě této události natočil americký režisér Clint Eastwood životopisné drama Paříž 15:17. 